# セヴェルナヤ造船所

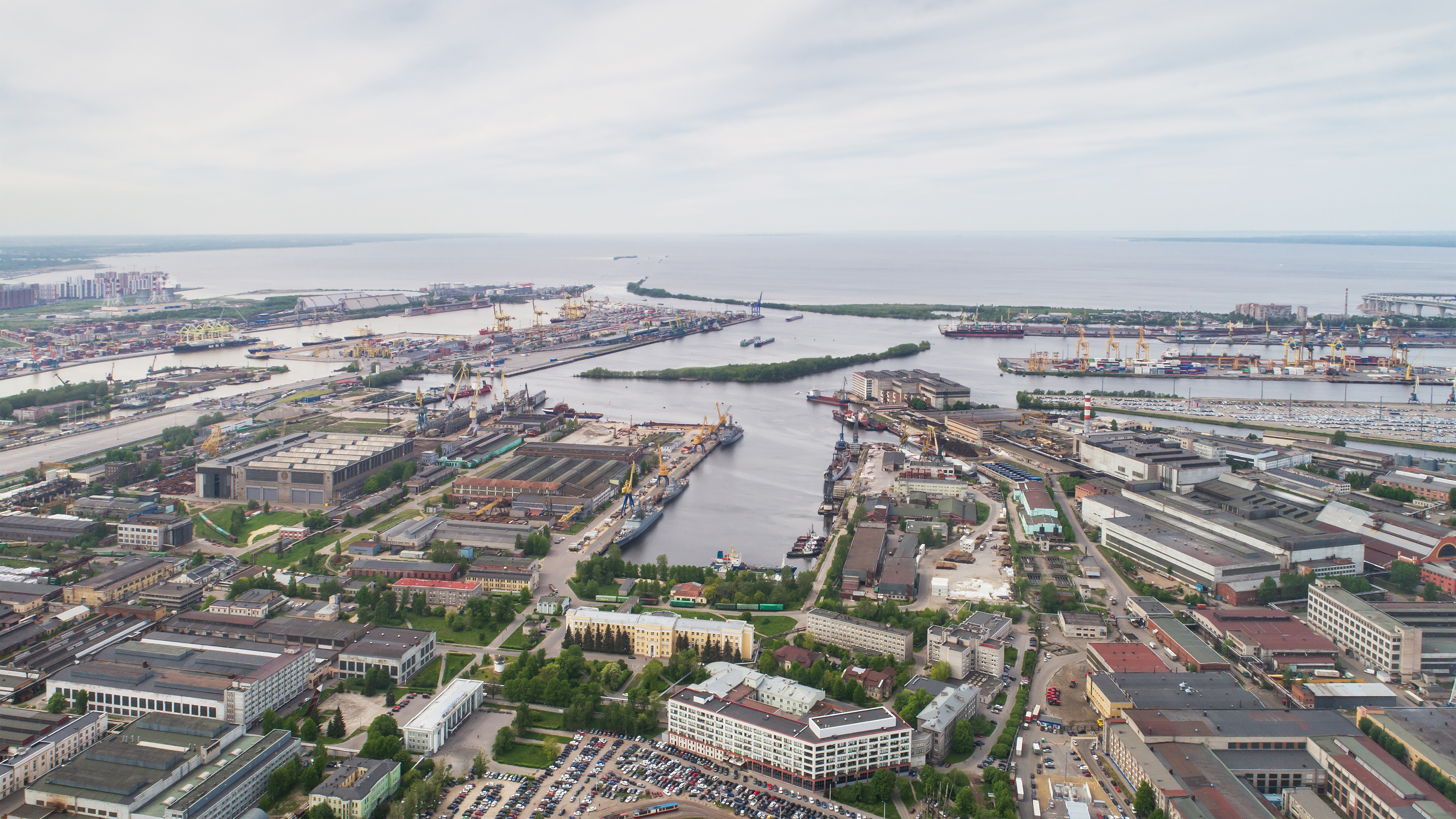
空から見た北部造船所

セヴェルナヤ造船所または北方造船所 (Severnaya Verf、ロシア語: Северная верфь) は、サンクトペテルブルクのグトゥエフスキー島にあるロシアの造船所で、軍艦や民間船を建造している。1800年代末にプチロフ工場 (現在のキーロフ工場) の支所として設立された。ソ連時代にはA. A. ジダーノフ名称第190造船所（ロシア語：Судостроительный завод имени А. А. Жданова «завод № 190»）という名前で呼ばれていたが、1989年に元の名前に戻された。
セヴェルナヤ造船所の重要な市場はアジア諸国、とりわけインド・中国・ベトナムであり、これらの国に軍艦を輸出している。

## 歴史
1890年にプチロフ造船所 (Putilovskaya Verf) として設立され、駆逐艦クラスまでの小型艦の他、民間向けの浚渫船やタグボートなどを建造していたetc.。十月革命でボリシェビキが政権を握ると、設立から20年の間にセヴェルナヤ造船所 (Severnaya Verf)、セヴェルナヤ艦船造船所 (Severnaya sudostroitel'naya verf) と相次いで名称変更された。1935年に「A. A. ジダーノフ名称」の名誉称号が与えられ、さらに1936年12月30日にA. A. ジダーノフ名称第190造船所と改名された。この時期には潜水艦の建造に特化しており、多数のSC型潜水艦やM型潜水艦を建造した他、ウラジオストクで建造されていたS型潜水艦の部品を製造していた。第二次世界大戦中の独ソ戦で大きな被害を受けたが、戦後ドイツから略奪・接収した機械や設備を使って再建され、巡洋艦クラスの艦も建造できるよう拡張された。1983年には建造する艦の1/3が商船となった。1989年8月2日には名称をセヴェルナヤ造船所に戻し、現在はセヴェルナヤ造船生産合同の1部門となっている。

## 設備

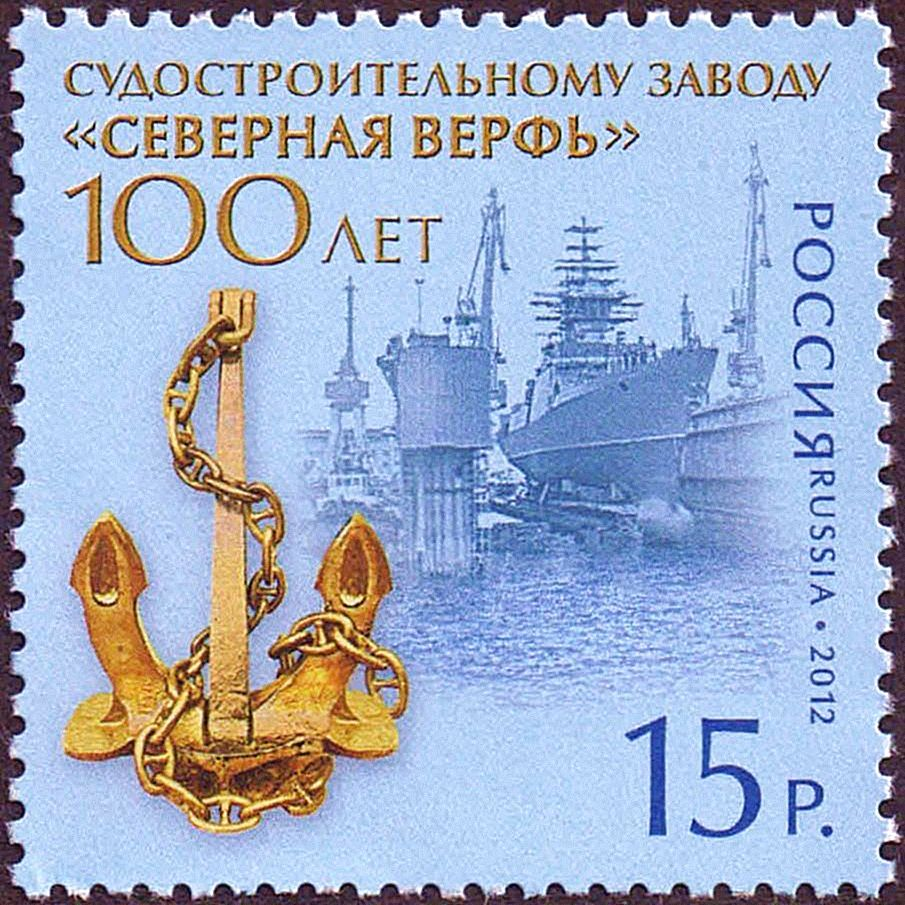
セヴェルナヤ造船所創立100周年記念15ルーブル切手 ロシア郵便、2012年

1998年の時点で、以下の設備を保有していた。
- 4つの屋根付き船台：最大で全長170メートル、全幅20.5メートルの船が建造できる。吊り上げ荷重50トンのクレーンを備える。
- 4つの傾斜船台：最大で全長170メートル、全幅24メートルの船が建造できる。吊り上げ荷重30トンから100トンのクレーンを備える。
- 最大荷重10,000トンの浮きドックを備えた進水・引揚設備。どの船台にも、船体を移動できるトランスポーターを備える。

## 代表的な建造艦級
| 名称                     | 建造期間    | 建造数                            | タイプ     |
| ------------------------ | ----------- | --------------------------------- | ---------- |
| スコーリイ級             | 1949-1953   | 16                                | 駆逐艦     |
| コトリン型               | 1955-1958   | 12                                | 駆逐艦     |
| カニン型                 | 1958-1961   | 4                                 | 駆逐艦     |
| キンダ型                 | 1959-1965   | 4                                 | 巡洋艦     |
| カシン型                 | 1963-1966   | 5                                 | 駆逐艦     |
| クレスタI型              | 1964-1969   | 4                                 | 巡洋艦     |
| クレスタII型             | 1966-1978   | 10                                | 巡洋艦     |
| クリヴァク型             | 1969-1990   | 6                                 | フリゲート |
| ソヴレメンヌイ級         | 1976-2006   | 21                                | 駆逐艦     |
| ウダロイ級               | 1977-1999   | 4                                 | 駆逐艦     |
| ステレグシュチイ級       | 2001年–現在 | 5(竣工) (5隻以上建造中)           | コルベット |
| アドミラル・ゴルシコフ級 | 2006年–現在 | 1 (竣工)、(3 建造中)、20 (計画中) | フリゲート |
| グレミャーシュチイ級     | 2012年–現在 | 2 (建造中)                        | コルベット |

## 注記
1. ↑  de Saint Hubert & Drashpil, p. 353
2. ↑  Harrison, et al.
3. ↑  Polmar & Noot, p. 332
4. ↑  Polmar, p. 405
5. 1 2  “Severnaya Verf”.   Federation of American Scientists (1998年). 2008年6月10日閲覧。